# Christian Kirk
Christian Davon Kirk (Scottsdale, 18 novembre 1996) è un giocatore di football americano statunitense che milita nel ruolo di wide receiver per gli Houston Texans della National Football League (NFL).

## Carriera universitaria
Al college Kirk giocò a football con i Texas A&M Aggies dal 2015 al 2017. Nella prima stagione fu premiato come debuttante dell'anno della SEC, mentre negli ultimi due fu inserito nella formazione ideale della conference.

## Carriera professionistica

### Arizona Cardinals
Kirk fu scelto nel corso del secondo giro (47º assoluto) del Draft NFL 2018 dagli Arizona Cardinals. Debuttò come professionista subentrando nella gara del primo turno contro i Washington Redskins e ricevendo un passaggio da 4 yard dal quarterback Sam Bradford. Il primo touchdown lo segnò nella vittoria del quinto turno sui San Francisco 49ers su passaggio dell'altro rookie Josh Rosen. Nella sua stagione da rookie disputò 12 partite, con 43 ricezioni per 590 yard e 3 touchdown prima di fratturarsi un piede nel 13º turno ed essere inserito in lista infortunati il 3 dicembre. La Pro Football Writers Association lo inserì nella formazione ideale dei debuttanti come kick returner.
Nel decimo turno della stagione 2019 Kirk ricevette dal quarterback Kyler Murray 3 touchdown, il massimo per un giocatore dei Cardinals da Larry Fitzgerald nel 2015.

### Jacksonville Jaguars
Il 14 marzo 2022 Kirk firmò un contratto quadriennale del valore di 72 milioni di dollari con i Jacksonville Jaguars. Circondato da scetticismo per un contratto così oneroso, il ricevitore rispose invece con la miglior stagione in carriera fino a quel momento. Nel secondo turno segnò i primi due touchdown con la nuova maglia nel 24-0 sugli Indianapolis Colts in cui i Jaguars colsero la prima vittoria stagionale. La sua annata si chiuse con i nuovi primati personali in ricezioni (84), yard ricevute (1.108) e touchdown (8), disputando per la prima volta tutte le 17 partite come titolare. Nel primo turno di playoff guidò la squadra con 8 ricezioni per 78 yard e un touchdown, con i Jaguars che rimontarono uno svantaggio di 27-0 sui Los Angeles Chargers, andando a vincere per 31-30. La settimana successiva segnò un altro touchdown ma Jacksonville fu eliminata dai Kansas City Chiefs testa di serie numero uno del tabellone dell'AFC e futuri campioni.

### Houston Texans
Il 6 marzo 2025 Kirk fu scambiato con gli Houston Texans per una scelta del settimo giro del Draft 2026.

## Palmarès
- PFWA All-Rookie Team - 2018